# Батисфера
Батисфера — глубоководный обитаемый аппарат в форме сферы, опускаемый на тросе под воду с базового судна. Изобретён и построен в 1928—1929 годах американским изобретателем Отисом Бартоном для наблюдения глубоководных морских обитателей в естественной среде. В июне 1930 года у Бермудских островов Бартон вместе с Уильямом Биби совершил погружение в батисфере на глубину 245 метров, установив мировой рекорд. Четыре года спустя они увеличили глубину погружения до 900 метров.
В отличие от последовавших за ней конструкций глубоководных аппаратов, батисфера не имела никакой возможности самостоятельно передвигаться: место погружения определялось местоположением базового судна, глубина погружения регулировалась лебёдками с судна же.

## История создания
В 1928 году американский натуралист Уильям Биби получил разрешение британских властей на обустройство исследовательской станции на одном из Бермудских островов для исследований подводной жизни на участке океана площадью 8 квадратных миль и на глубину до 2 миль. Изначально Биби предполагал совершать погружения в жёстком водолазном костюме и забор образцов драгами, однако вскоре он посчитал эти методы недостаточно наглядными для детального понимания жизни глубоководных обитателей и начал планировать создание нового способа изучения морской жизни в естественной среде обитания.
К концу 1920-х годов люди могли безопасно достигать глубин до ста метров. Подводные лодки в те годы имели сравнимую глубину погружения, но не имели иллюминаторов, что делало их бесполезными для исследователей. Жёсткий водолазный скафандр позволял достичь глубины в 160 метров, но передвижение и наблюдение при этом были крайне затруднительны. Целью Биби стало создание аппарата, способного достигать значительных глубин и предоставлять экипажу достаточные условия для наблюдения и документирования морской жизни.
Изначально Биби склонялся к цилиндрической конструкции, однако опубликованная им в The New York Times статья с его идеями привлекла внимание инженера Отиса Бартона, имевшего собственные амбиции глубоководного исследователя. Бартон был уверен, что цилиндр не будет достаточно прочным для выдерживания давления воды на больших глубинах, поэтому в нескольких письмах он описал Уильяму Биби альтернативный проект. Первые письма Бартона остались незамеченными в потоке почты от неквалифицированных искателей приключений, и только через общего знакомого Бартон смог добиться встречи и продемонстрировать свой проект. Исследователи заключили сделку: Бартон строит и оснащает батисферу полностью на свои деньги, Биби берёт на себя все остальные траты, вроде фрахта обеспечивающего судна, а погружения осуществляются совместно. Спонсором Биби в его экспедициях было Национальное географическое общество.

## Проектирование и конструкция
Сфера за основу формы была выбрана как геометрическое тело, имеющее наибольший объём при наименьшей площади поверхности и наилучшим образом подходящее для противостояния высокому внешнему давлению. Полая сфера при равной толщине стенок (в сравнении, например, с параллелепипедом или цилиндром равного объёма) будет иметь меньшую массу. Также сфера обладает абсолютной симметрией, для сферического прочного корпуса легче всего сделать инженерные расчёты.
Батисфера имела три окна, закрытые кварцевым стеклом толщиной 3 дюйма (76,2 мм) — был выбран самый прочный известный прозрачный материал. Первоначально одно из окон было закрыто стальной заглушкой. Входной люк имел массу 180 кг и прижимался болтами перед погружением.
Воздух в батисфере обогащался кислородом из имевшихся баллонов высокого давления, ёмкость с натровой известью поглощала углекислый газ, а хлорид кальция служил для поглощения избыточной влаги. Циркуляция воздуха осуществлялась экипажем при помощи вееров из пальмовых листьев. Проект назывался «танк», «колокол», «сфера», окончательное название было образовано присоединением к «сфере» части наименования рода глубоководных рыб Bathytroctes из семейства гладкоголовых.
Корпус сферы был изготовлен в Нью-Джерси компанией Watson Stillman Hydraulic Machinery Company. Трос был заказан у компании Джона Рёблинга, за электрическое освещение отвечала компания General Electric, а за телефонную связь с обеспечивающим погружения судном — Bell Laboratories. Телефонный и электрический кабели входили внутрь сферы через специальное сальниковое устройство.
Изначальный вариант сферы, построенной в 1929 году, оказался слишком тяжёлым для кранового оборудования на судне обеспечения, что вынудило Бартона полностью переплавить корпус. Облегчённый вариант сферы имел стенку толщиной в 25 мм и внутренний диаметр 1,45 м, масса составила 2,25 тонны над водой и 1,4 тонны под водой. Погружной трос длиной 910 метров добавлял к этой массе ещё 1,35 тонны.

## История использования
Погружения осуществлялись с борта списанного британского военного корабля, названного Ready, приводящегося в движение буксиром Gladisfen. Оборудование для спуска и подъёма батисферы было позаимствовано с судна Arcturus,
на котором Биби совершил две свои предыдущие экспедиции. Джон Ти-Ван руководил спусками и подъёмами, а биолог Глория Холлистер поддерживала телефонную связь с экипажем. 11 июня 1930 года Холлистер и Ти-Ван также совершили погружение, достигнув 125 метров.
Первое тестовое погружение было совершено на глубину 14 метров. После второго погружения сферы без экипажа и на значительную глубину было обнаружено запутывание телефонного кабеля вокруг несущего троса. После устранения причин запутывания и повторного необитаемого погружения, на этот раз успешного, Биби и Бартон совершили первый спуск, достигнув глубины 245 метров.
Рекорд глубины, 932 метра, установленный 15 августа 1934 года натуралистом Уильямом Биби и инженером Отисом Бартоном, продержался 15 лет. Вскоре Биби потерял интерес к этому занятию, однако Бартон продолжил погружения и в 1948 году установил новый рекорд, погрузившись на 1370 метров в бентоскопе, спроектированном им совместно с Морисом Неллсом и рассчитанном на глубины до 3000 м.
Отсутствие у батисферы возможности самостоятельного перемещения и опасность затонуть при обрыве троса привели к тому, что с середины XX века эти аппараты были вытеснены сперва батискафами, а затем мобильными обитаемыми и необитаемыми глубоководными аппаратами иных конструкций.